# Moyvillers
Moyvillers település Franciaországban, Oise megyében. Lakosainak száma 666 fő (2022. január 1.). Moyvillers Arsy, Blincourt, Choisy-la-Victoire, Estrées-Saint-Denis, Grandfresnoy, Remy és Sacy-le-Petit községekkel határos.

## Népesség
A település népességének változása:
| Lakosok száma | 595  | 630  | 663  | 679  | 685  | 696  | 705  | 686  | 666  |
|               | 2013 | 2015 | 2016 | 2017 | 2018 | 2019 | 2020 | 2021 | 2022 |